# 오스미요코가와역
오스미요코가와역(일본어: 大隅横川駅)은 일본 가고시마현 기리시마시에 위치한 규슈 여객철도 히사쓰 선의 철도역이다. 상대식 승강장 2면 2선의 구조를 갖춘 지상역이다.

## 이용 현황
| 연도 | 1일 평균 승차 인원 | 1일 평균 하차 인원 |
| ---- | ------------------ | ------------------ |
| 2000 | 174                |                    |
| 2001 | 156                |                    |
| 2002 | 132                |                    |
| 2003 | 132                |                    |
| 2005 | 116                |                    |
| 2006 | 105                |                    |
| 2007 | 96                 | 128                |
| 2008 | 101                | 207                |
| 2009 | 95                 | 193                |
| 2010 | 100                | 204                |
| 2011 | 97                 | 197                |
| 2012 | 99                 | 203                |
| 2013 | 111                | 225                |

## 역 주변
- 규슈 자동차도
- 마루오카 공원
- 기리시마 시 요코가와 종합지소

## 역사
- 1903년 1월 15일 : 요코가와역으로서 개업.
- 1920년 9월 1일 : 명칭을 오스미요코가와역으로 변경.
- 1945년 7월 30일 : 공습을 받아 역사 주변이 허허벌판이 됨.
- 1971년 2월 1일 : 화물 영업 폐지.
- 1986년 11월 1일 : 히사쓰 선 야쓰시로 - 하야토 간 전자 폐색 도입에 의해 무인화.
- 1987년 4월 1일 : 일본국유철도 분할 민영화에 의해, 규슈 여객철도가 승계.
- 2007년 11월 30일 : 미나미큐슈 근대화 산업유산군의 물자 수송 관련 유산의 하나로 선정.
- 2009년 11월 22일 : 역사 옆에 평화공원 완성. 면적 1,281m3, 사업비 약 4,800만엔.

## 인접 역
| 히사쓰 선            | 히사쓰 선   | 히사쓰 선            |
| -------------------- | ----------- | -------------------- |
| 구리노 야쓰시로 방면 | ■ 히사쓰 선 | 우에무라 하야토 방면 |